# Мистецтво азербайджанських ашугів

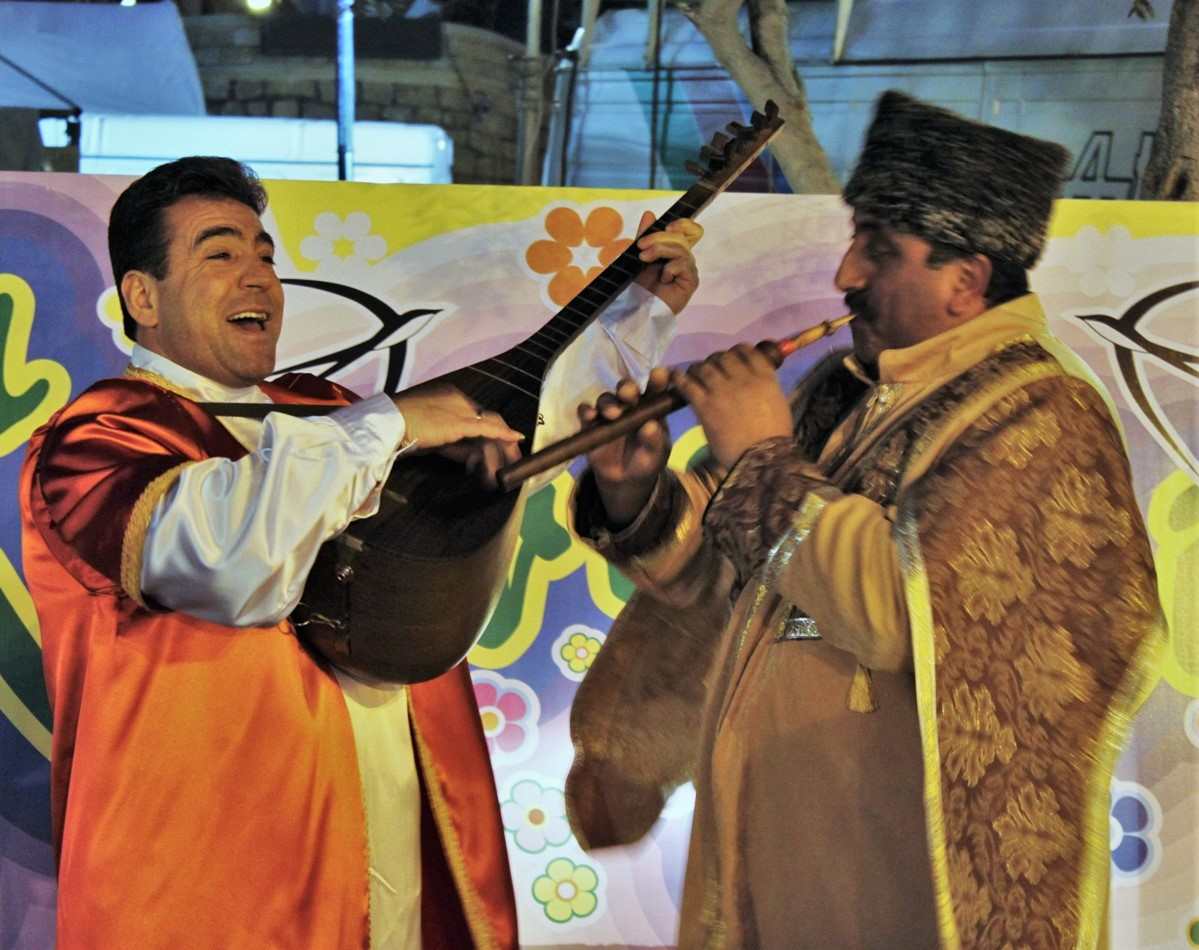
Ашуги на свято Новруз у Баку

Мистецтво азербайджанських ашугів (азерб. Azərbaycan aşıq sənəti) — сукупність поезії, мистецтва розповідання історій, танців інструментальної та вокальної музики азербайджанських ашугів. Ашуги в Азербайджані здавна названі «Ел анаси» (азерб. El anası — «Мати народу»), оскільки завжди висловлювали сподівання народу, захищали свободу любові, співали про відданість батьківщині. Мистецтво азербайджанських ашугів вважається символом національної ідентичності та зберігачем азербайджанської мови, літератури і музики.
2009 року на четвертій сесії Комітету з захисту нематеріальної спадщини ЮНЕСКО в Абу-Дабі (ОАЕ) мистецтво азербайджанських ашугів включено до репрезентативного списку Нематеріальної культурної спадщини ЮНЕСКО.
Ашузька творчість за своєю основою є вільною, відрізняється досить широким і різноманітним змістом. Мистецтво ашугів включає епічні дастани, пісні, що оспівують свободу і героїзм народу, а також сатиричні та гумористичні пісні про дружбу і любов. Воно є синтетичним мистецтвом, ашуг сам пише вірші, складає музику, грає на сазі і сам танцює. Часто виконання ашуга супроводжує виконавець на балабані та ансамбль духових інструментів, але основним музичним інструментом ашуга є саз.
Найпоширенішим жанром ашузької творчості є дастан, зокрема героїко-епічні дастани. В дастанах вокально-інструментальні частини чергуються з фрагментами віршованого діалогу. Особливо відомий дастан про азербайджанського народного героя XVI століття, Керогли, який виступав проти феодалів та іноземних загарбників. У цьому дастані є кілька пісень, присвячених оспівуванню подвигів Керогли. До них відносяться пісні «Короглу дженґісі», «Атли Короглу», «Піяда Короглу», «Короглу» тощо. Пісня «Місрі» на тему героїзму часто виконується під час діалогу ашугів. У такому діалозі можуть брати участь двоє, троє і навіть четверо ашугів, які імпровізують на певну тему.

## Етимологія
В сучасному енциклопедичному словнику зазначається, що слово «ашуг» походить від арабського і тюркського «ашуг» — «закоханий». У великому енциклопедичному словнику зазначено, що «ашуг» також з тюркського означає «закоханий». Вважається також, що слово «ашуг» маючи арабське походження, спочатку означало «пристрасно кохає, що палає любов'ю до божества», потім воно перейшло в тюркську мову, а після в вірменську і грузинську, вже зі значенням «співака-поета». Тюркський поет-містик XII століття Ахмад Ясаві у своєму вірші «Закохані в правду» називав «ашиками» суфійських дервішів.

## Історія ашузького мистецтва
Ашузька традиція в азербайджанській культурі починає розвиватися від XV-XVI ст., коли жив і творив ашуг Гурбані, але саме мистецтво має давнішу історію, наприклад озани творили ще в X—XI ст.
Озани були огузькими оповідачами і співаками, які супроводжували свої розповіді грою на гопузі, і мають особливий духовний вплив серед огузів. До відомих пам'яток озанів відноситься огузький героїчний епос «Книга мого діда Коркута». В історії відомі такі озани, як Дєдє Коркут, Дєдє Аббас, Дєдє Ядігяр, Дєдє Гасим, Дєдє Керем (слово «дєдє» означало в огузів «духовний батько»). У XVII столітті озани остаточно пішли з історичної арени. Причиною цього вважається посилення впливу ісламу та його ідеології в тюрко-огузькому суспільстві. Розповсюдження арабської мови та літератури і взагалі культури, спрямованої на ідеї ісламу, порушувало основи озанського мистецтва.
В епоху Гурбані на зміну озанам, що супроводжували свої виступи грою на гопузі, прийшли ашуги, які співають свої пісні під саз.

## Жанри музики ашугів
Основні жанри національної поезії — гошма, дастан, устаднаме, а також їх поетичні форми — герайлі, дівані, гошма, теджніс — наулюбленіші форми творчості ашугів.

### Гошма
Найпоширеніша форма народного віршування. Кількість складів у «гошма» сягає одинадцяти. «Гошма» поділяються на низку підвидів: «гюзеллеме» — це форма, в якій описується природна краса або вихваляння чудових людських властивостей від слова гюзель — краса; «кочаклама» — форма, в якій оспівуються героїчні діяння або самі герої, «ташлама» — вид, у якому критикуються суспільні або людські вади, «агит» — поминальний спів.

### Дастан
Жанр, відомий не лише в східній, але й у західній поезії (зокрема і в народній). У «дастанах» ашуги оповідають про героїчні діяння, любовні історії, важливі історичні події. У стилістичному і складовому відношеннях багато в чому нагадують «гошма», проте відрізняються від останніх кількістю чотиривіршів, тематикою, змістом і музичною темою.

### Устаднаме
Традиційні теми складаються з пісень-настанов і пісень-повчань.

### Гюзеллеме
Гюзеллеме це один з підвидів «гошма», в якому описуються природні красоти або вихваляються чудові людські риси.

## Виконання

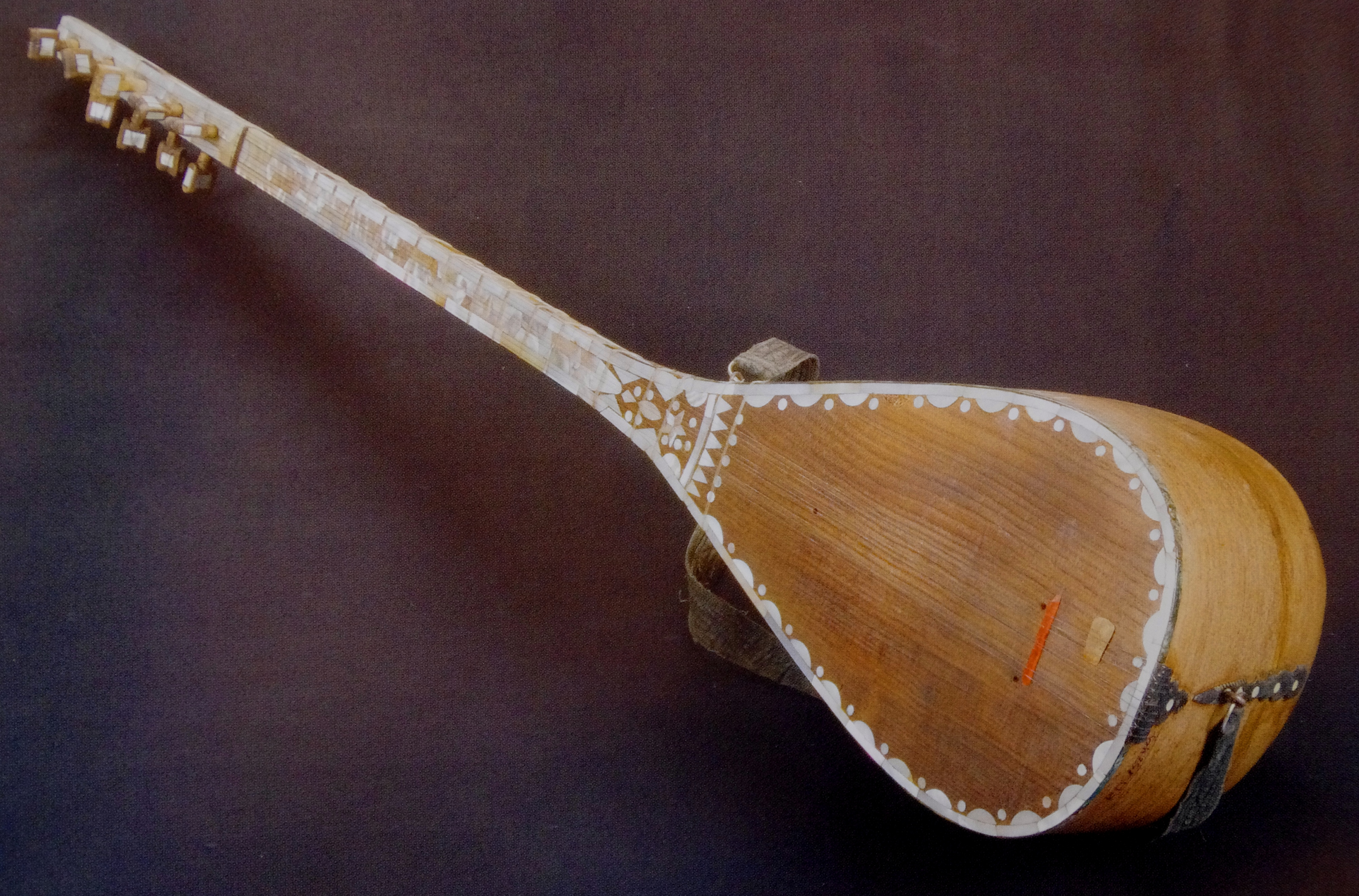
Саз — головний інструмент ашуга

В азербайджанських ашугів манери виконання відрізняються специфічним особливостям місцевої творчості. Приміром, ашуги, які представляють кожний з регіонів Гянджа, Кельбаджар, Газах, Товуз, Борчали, помітно відрізняються своєю індивідуальною майстерністю і з особливою стійкістю бережуть традиції ашузького мистецтва. Часто виконання ашуга супроводжує виконавець на балабані та ансамбль духових інструментів, але основним музичним інструментом ашуга є саз. Основні азербайджанські народні інструменти: тар, деф (у мугамному тріо), саз (у творчості ашугів), нагара, гоша-нагару (у святкових обрядах).
За творчими здібностям ашуги розрізняються:
- Ашуг-поет, в народі «уста ашуг» (ашуг-майстер) — складає дастани, каравеллі, вірші, створює пісні, співає і грає на сазі, виконання супроводжує танцювальними рухами.

- Ашуг-інструменталіст. Поширює твори знаменитих ашугів, співає і грає на сазі, іноді пританцьовуючи.

- Ашуг-оповідач. Іноді виступає сам (соло), акомпануючи собі на сазі; також його може супроводжувати дудукіст, який, пританцьовуючи, рухається поруч з ним.

Ашуги виступали не тільки соло, але й у складі ансамблів, що складалися зазвичай з чотирьох виконавців — ашуга, двох дудукістів і барабанщика. Ашузький ансамбль складали також саз з балабаном і ударним інструментом.

### Репертуар

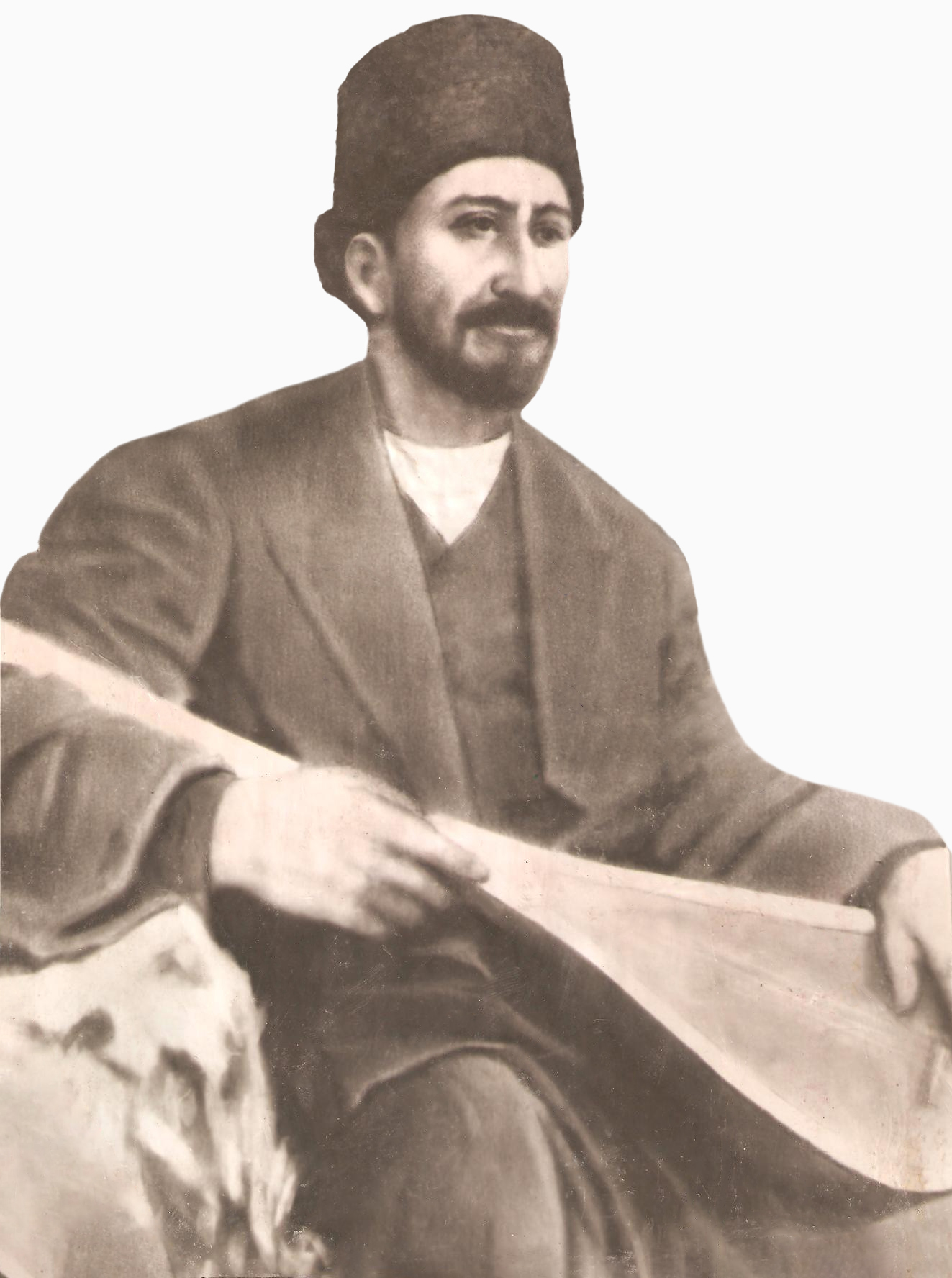
Ашуг Алескер, ашуг і сказитель XIX—XX ст.

Репертуар ашугів не обмежується дастанами; він різноманітний за жанрами і дуже конкретний за тематикою, завжди загостреною соціально. Ашуги знають казки (нагил), любовно-лиричні пісні, пісні-вихваляння (гезеллеме), пісні повчальні (устаднаме), сатиричні. Ашуги пишуть у таких поетичних формах, як пятивірш (мухеммес) і двовірш (дубейт), а також широко користуються віршем, побудованим на фонемах, які не вимагають зімкнення губ (додах-деймез). Багато ашугів пам'ятали по 50-60 дастанів, десятки оповідань, повістей і казок (наприклад, знаменитий ашуг Алескер з Гокчі).
У минулому ашуги виступали в чайханах, караван-сараях, на базарних площах. У репертуарі мали багато чудових поетичних зразків. Наспіви ашугів музично нескладні, але є ритмічно чіткими. Ці наспіви є традиційними і передаються від покоління до покоління. При цьому одні мотиви призначаються тільки для героїчних віршів, інші — тільки для ліричних. Манера виконання одних і тих самих наспівів у різних ашугів різна і залежить від особистого смаку і темпераменту. Найпоширенішим жанром творчості ашугів є любовна лірика. Але найцікавішою формою ашузької творчості є музично-поетичний турнір — деїшме, учасники якого (ашуги) змагаються в загадках, питаннях і відповідях. При цьому, якщо один з ашугів не зміг відповісти у віршованій формі противнику або не зумів розгадати загадки, переможець мав право на саз переможеного, а переможений тим самим позбавлявся звання ашуга.

### Виконавці минулого
В сучасному Азербайджані професійних ашугів поділяють на дві категорії: ашуги-виконавці і ашуги-поети.
Ашуги-виконавці є професійними оповідачами і не займаються поетичною творчістю. Завдяки своїм індивідуальним здібностям і тонкому розумінню специфіки фольклору вони вносять різного роду варіації і зміни до своїх дастанів і сказань, особливо в їх прозові форми.
А ашуги-поети, навпаки, поряд з оповідною діяльністю, займаються ще й поетичною творчістю. В Азербайджані таких ашугів називають устадами, що в перекладі з азербайджанської мови означає «видатний майстер». Устади мали свої школи, де навчали азам ашузької творчості. До устадів можна віднести таких обдарованих поетів, як Гурбані (XVI ст.), Ашуг Аббас з Туфаргана (XVII ст.), Хесте Касум (XVIII ст.), Ашуг Валех (XVIII ст.), Ашуг Алескер (1821—1926), Ашуг Гусейн з Бозалгана (1875—1949,) Саят-Нова і багатьох інших. Вони справили величезний вплив не тільки на ашузьку поезію, але й на всю писемну літературу Азербайджану..

Серед азербайджанських ашугів було чимало вірмен, у репертуарі яких багато пісень азербайджанською мовою, а деякі з них і творили цією мовою, як, наприклад, Авак Азар'ян.

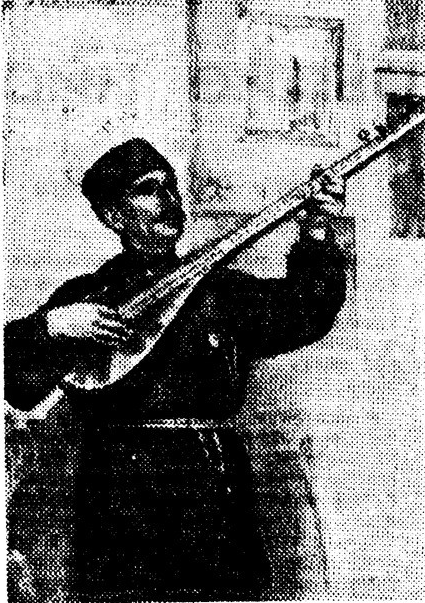
Ашуг Асад
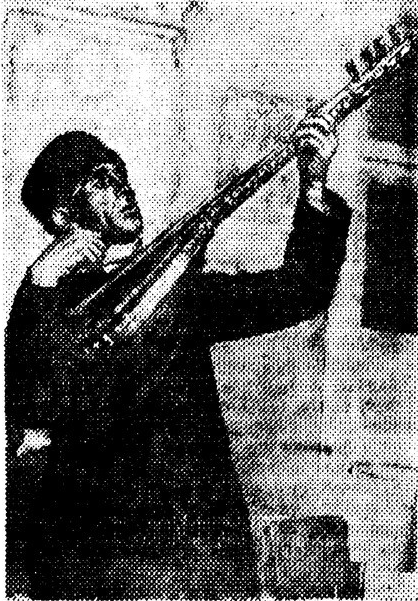
Ашуг Мірза
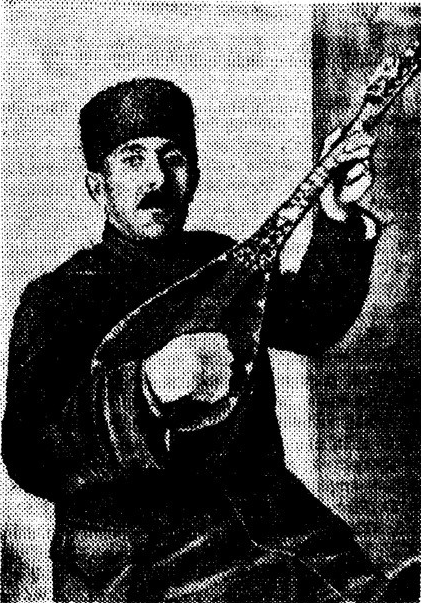
Ашуг Іслам
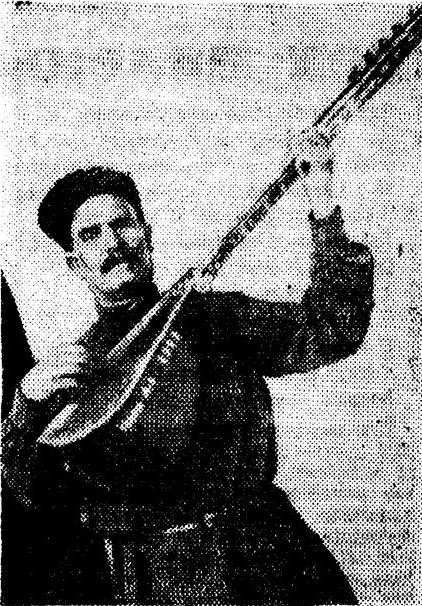
Ашуг Ібрагім

### Сучасні виконавці
В Азербайджані одним з найзнаменитіших ашугів є депутат парламенту Азербайджану виходець з Борчали (Грузія) Зелімхан Ягуб. Серед відомих сучасних ашугів можна назвати таких як Ашуг Зульфія, Ільхам Аслан, Алі Товузли та інші.

## Період залізної завіси
Починаючи з 30-х років ашузька музика, як і вся народна музична культура народів СРСР, потрапляє під жорсткий контроль держави, і тому переживає свої найгірші часи. На довгі роки перекривається доступ азербайджанської національної музики на міжнародну арену. У свідомості людей ашузька музика і мугам насильно затверджується як примітивне мистецтво, що, однак, не змогло знизити інтересу більшої частини інтелігенції до усної музичної традиції.

## Відродження ашузької музики

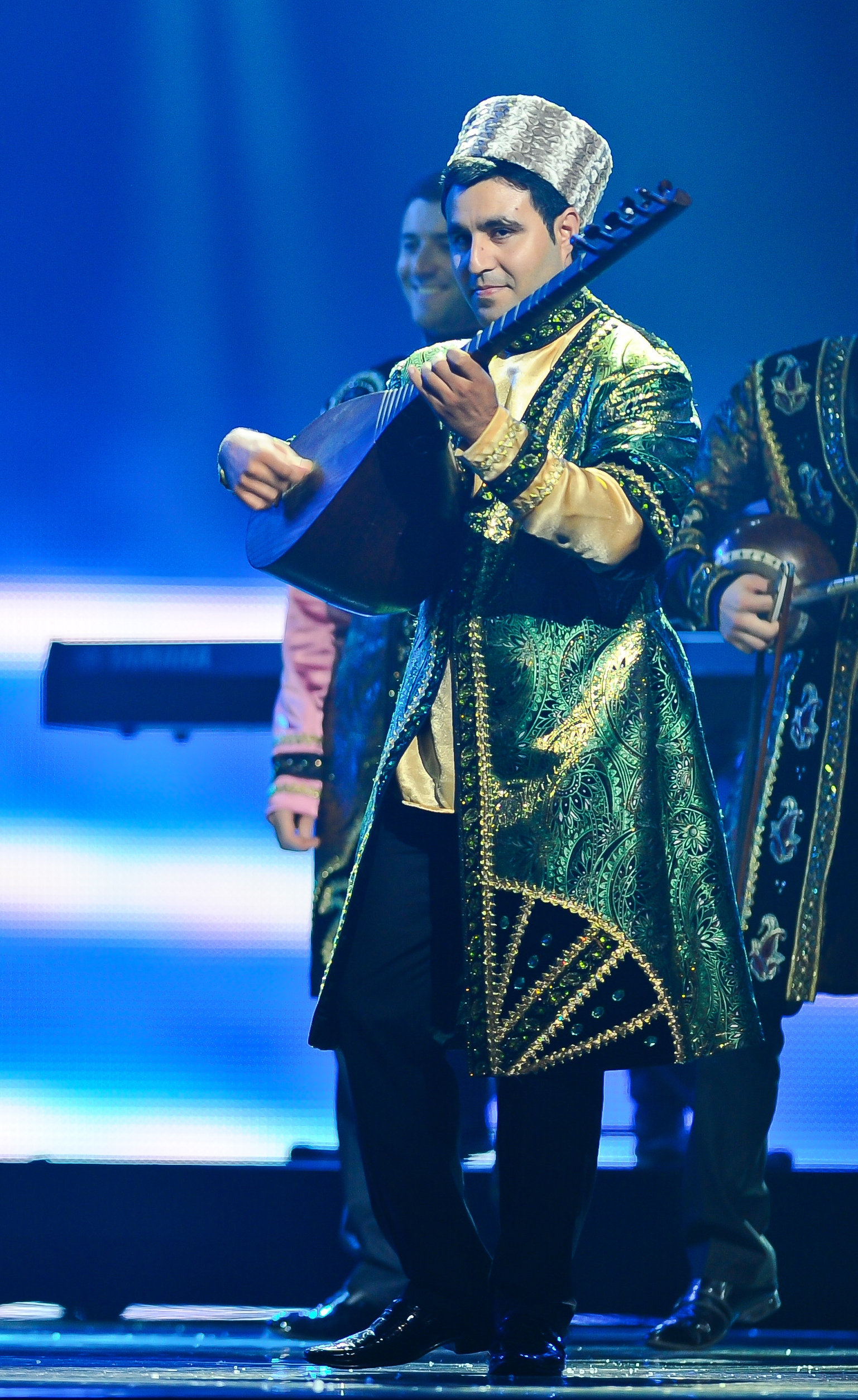
Ашуг із сазом під час фестивалю Євробачення 2012 в Баку

У сімдесятих роках XX століття мугам став відроджуватися завдяки зусиллям ЮНЕСКО, під егідою якого 1971 року в Москві, в 1973 року в Алмати і в 1978 й 1983 роках у Самарканді пройшли перші міжнародні симпозіуми, фестивалі традиційної музики.

### Фестивалі ашузької музики
В липні 2004 року у палаці культури імені Узеїра Гаджибекова міста Сумгаїт відбулося свято ашузької музики «Сазин, созюн сехріня ґял!». Фестиваль організували з ініціативи міського відділення «Об'єднання ашугів республіки». На концерті виступали такі ашуги і поети, як Алі Товузли, Ільхам Аслан, а також члени меджлісу «Пері гизлар» Теллі Борчали, Кямаля Губадли. Вони продемонстрували високу майстерність імпровізації і знання фольклору.
Головою сумгаїтського відділення Об'єднання ашугів Азербайджану є поетеса Ганіра Мехтіханли. У місті понад 20 ашугів — фахівців, захоплених цим народним мистецтвом. Вони беруть активну участь у пропаганді ашузької музики, виступають з шефськими концертами на підприємствах, у військових частинах.

### Світове визнання
Після здобуття Азербайджаном незалежності стало можливим пропагувати культуру Азербайджану в світі, для цього азербайджанським ашугам надається державна підтримка і організовуються гастролі по всьому світу.
- У травні 2009 року в Луврі відбувся концерт азербайджанських ашугів за підтримки фонду Гейдара Алієва.[12]
- 2 лютого 2009 в Музейному центрі відбулася презентація диска «Антологія азербайджанської ашузької музики».[13]
- В листопаді 2009 року азербайджанські ашуги виступили в місті Дербент на музичному фестивалі, в якому взяли участь музиканти з різних країн.[14]
- Восени 2009 року в Лондоні в рамках днів Азербайджану у Великій Британії на концерті також виступили азербайджанські ашуги.[15]
- У Франції виходець з Азербайджану Фредрік Газахбейлі створив музичну групу «Газах» і включив до її програми ашузьку музику. Один із солістів групи, француз Мелука Обрі, озвучив пісню Мікаїла Азафли «Аманди». Пісні увійдуть до альбому «La fibre». До першого їхнього альбому «Фото» внесено синтез азербайджанської та французької національної музики.[16][17]
- У Туреччині в місті Сівас, на заході зі вшанування пам'яті відомого ашуга Русата, виступили азербайджанські ашуги з Нахічевані. Вони виконали азербайджанські народні пісні[18].

## Список азербайджанських ашугів
- Ашуг Аббас Туфарганли
- Ашуг Абдулла
- Ашуг Адалат[ru]
- Ашуг Азафли[ru]
- Ашуг Алескер
- Ашуг Алі
- Али Гизилвенклі[ru]
- Ашуг Арзу Гурбані
- Ашуг Арзу Мелек
- Ашуг Асад
- Ашуг Ахмед
- Ашуг Басті[ru]
- Ашуг Валех[ru]
- Ашуг Годжа
- Ашуг Гурбані[ru]
- Ашуг Гусейн Бозалганли[ru]
- Ашуг Гусейн Сарачли[ru]
- Ашуг Імран
- Ашуг Іслам[ru]
- Ашуг Кямандар[ru]
- Ашуг Лала
- Ашуг Молла Джума[ru]
- Ашуг Муса[ru]
- Ашуг Мустафа
- Ашуг Пері[ru]
- Ашуг Саміра
- Ашуг Шамшир
- Зарнігяр Дербендлі[ru]
- Зелімхан Ягуб[ru]
- Міскін Мухаммед
- Ровшан Ібрагімзаде
- Сари Ашуг
- Хесте Касум
- Шикесте Ширін